# Kanton Ault
Der Kanton Ault ist ein ehemaliger, bis 2015 bestehender französischer Kanton im Arrondissement Abbeville, im Département Somme und in der Region Picardie; sein Hauptort war Ault. Vertreter im Generalrat des Départements war ab 2004 Emmanuel Maquet (UMP).

## Geografie
Der Kanton Ault war 57,33 km² groß und hatte im Jahr 1999 10.984 Einwohner. Er lag im Mittel 70 m hoch, zwischen 0 m in Ault und 127 m in Yzengremer.

## Gemeinden
Der Kanton bestand aus zehn Gemeinden:
| Gemeinde                               | Einwohner Jahr | Fläche km² | Bevölkerungsdichte | Code INSEE | Postleitzahl |
| -------------------------------------- | -------------- | ---------- | ------------------ | ---------- | ------------ |
| Allenay                                | 273 (2013)     | –          | – Einw./km²        | 80018      | 80130        |
| Ault                                   | 1.584 (2013)   | –          | – Einw./km²        | 80039      | 80460        |
| Béthencourt-sur-Mer                    | 1.033 (2013)   | –          | – Einw./km²        | 80096      | 80130        |
| Friaucourt                             | 786 (2013)     | –          | – Einw./km²        | 80364      | 80460        |
| Méneslies                              | 309 (2013)     | –          | – Einw./km²        | 80527      | 80520        |
| Mers-les-Bains                         | 2.867 (2013)   | –          | – Einw./km²        | 80533      | 80350        |
| Oust-Marest                            | 628 (2013)     | –          | – Einw./km²        | 80613      | 80460        |
| Saint-Quentin-la-Motte-Croix-au-Bailly | 1.308 (2013)   | –          | – Einw./km²        | 80714      | 80880        |
| Woignarue                              | 845 (2013)     | –          | – Einw./km²        | 80826      | 80460        |
| Yzengremer                             | 522 (2013)     | –          | – Einw./km²        | 80834      | 80520        |